# Kiskunsági Nemzeti Park
A Kiskunsági Nemzeti Park hazánk második nemzeti parkja, 1975. január 1-jén jött létre. Hasonlóan a Hortobágyi Nemzeti Parkhoz, ez a táj is az ember és a természet sok száz éves együttélésének emlékeit őrzi. A nemzeti park értékes területei a Duna-völgy szikes pusztái, tavai, a Duna-Tisza közi homokhátság homokbuckái, homokos pusztái, mocsarai, az Alsó-Tiszavidék holtágai és ártéri erdői, a Bácska homokbuckái és dunavölgyi löszpartjai.
Területének kétharmadát az UNESCO Ember és Bioszféra programja 1979-ben bioszféra-rezervátummá nyilvánította. Vizes élőhelyei a Rámszari egyezmény hatálya alá tartoznak és fokozottan védettek. A Kiskunsági Nemzeti Park Igazgatósága Kecskeméten található.

## A nemzeti park területi egységei

### Felső-kiskunsági-puszta
Ez a területegység a hortobágyi tájra hasonlít. A hajdani Duna-ártéren a folyószabályozás után fel-fel gyorsult a szikesedés, a növényzetét elsősorban olyan sótűrő, sókedvelő fajok alkotják, mint a veresnadrág csenkesz, a magyar sóvirág, a kamilla és a sziki üröm. Állatvilágának értékes képviselője a túzok, a kék vércse, az ugartyúk és a pusztai gyalogcincér. A végrehajtott élőhely-rekonstrukció nyomán olyan vizes élőhelyek alakultak ki, amelyek vonzzák a  vízimadarakat.

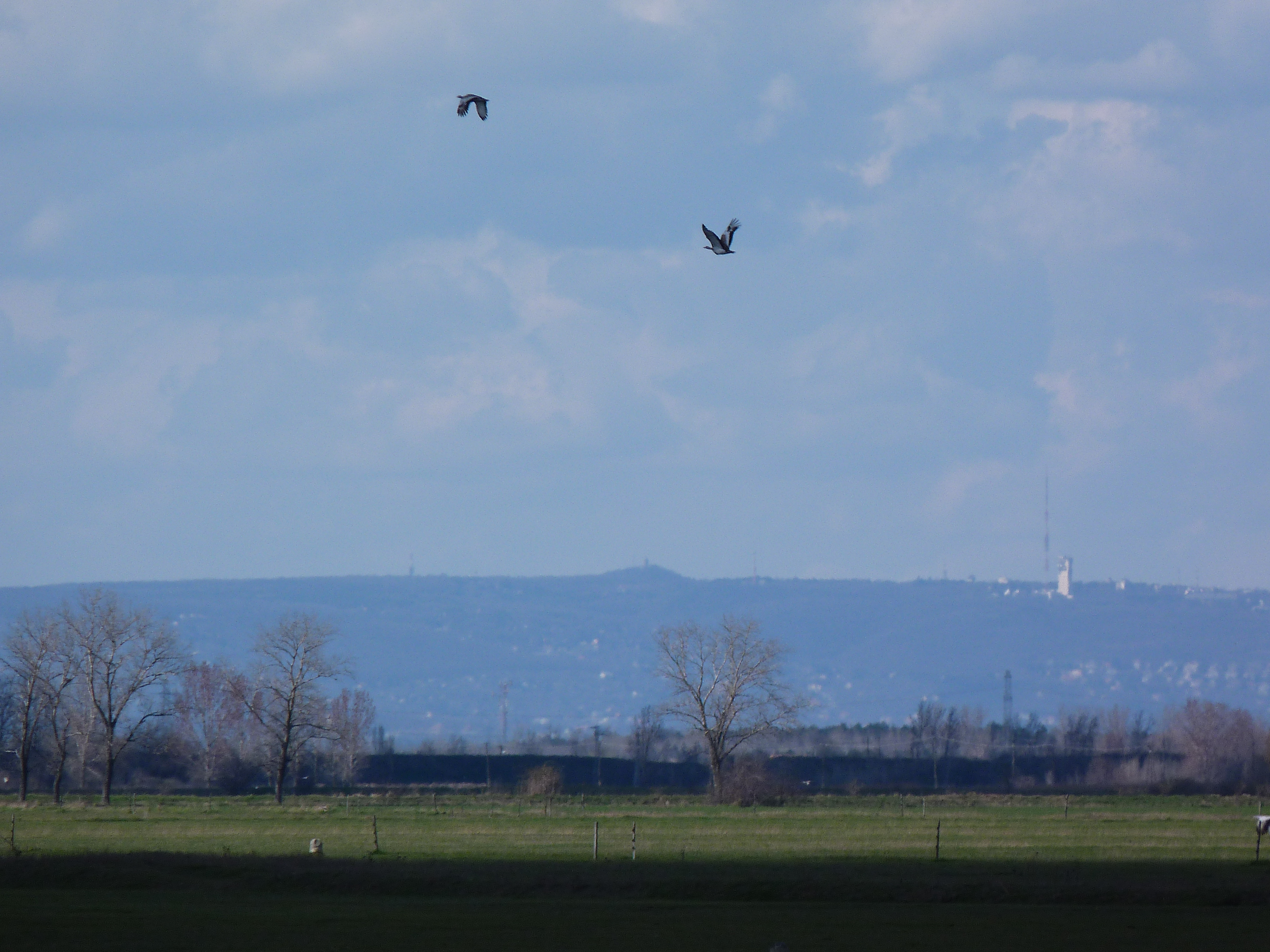
Repülő túzok - Apajpuszta

### Felső-kiskunsági-tavak

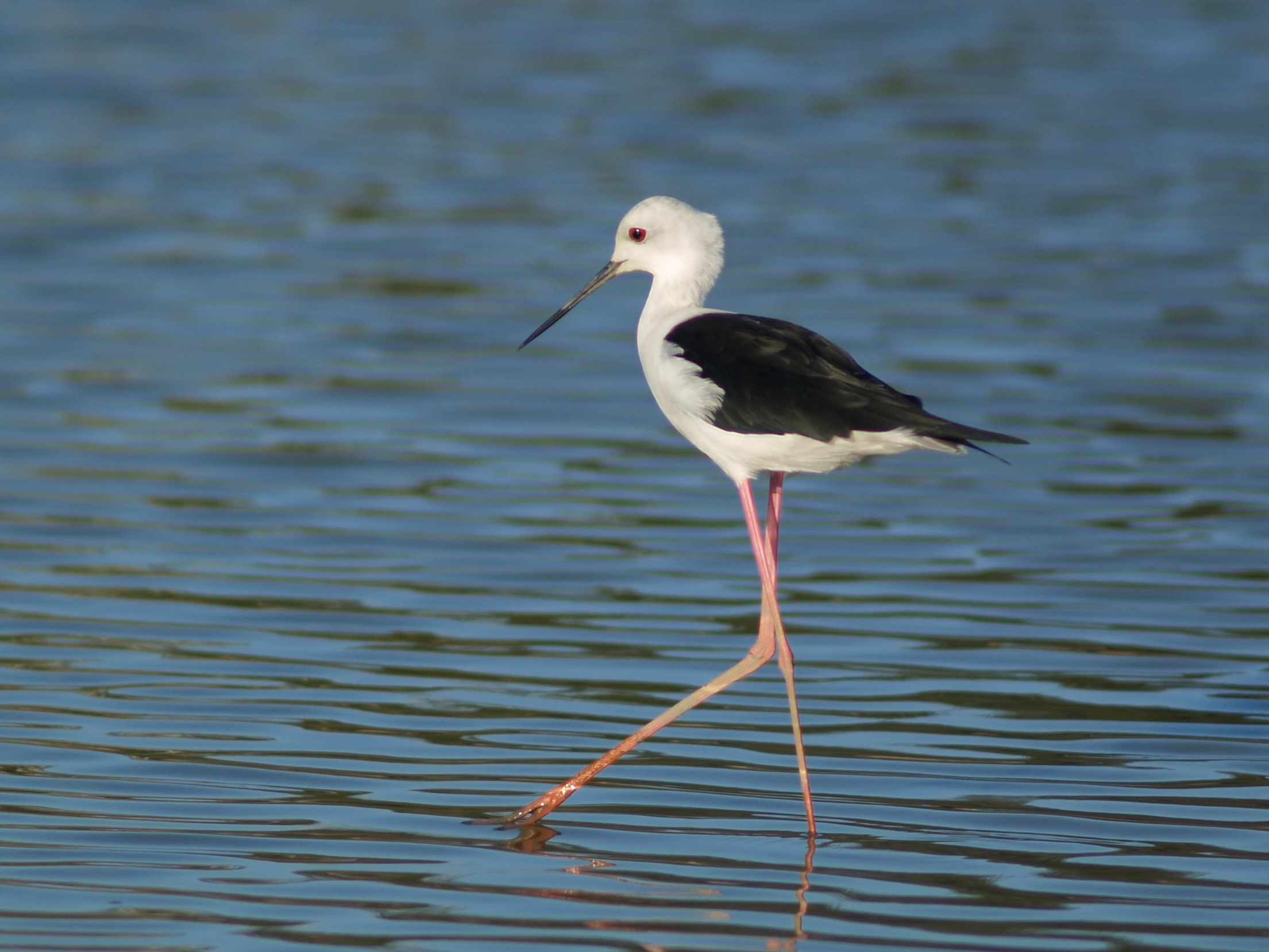
Gólyatöcs

A terület mélyedéseiben szikes tavak és mocsarak alakultak ki. E ritka élőhelytípus értékes növény- és állatvilágnak ad otthont. Jellemző növényei a fehér tippan és a sovány csenkesz. Fészkelő közösségek alakultak ki gulipánokból, gólyatöcsből és küszvágó csérből. Magasabb részein ugartyúk fészkel.

### Izsáki Kolon-tó
Az egykori kiterjedt tóból mára nádas, mocsár, fűzláp és zsombékos lett. Állandó fészkelő és táplálkozó helyet szolgál a madarak számára. Területén megtalálható a vörös gém, a szürke gém, a kis kócsag és a nagy kócsag. Halai közül értékes a lápi póc és a réti csík.

### Fülöpházi buckavidék

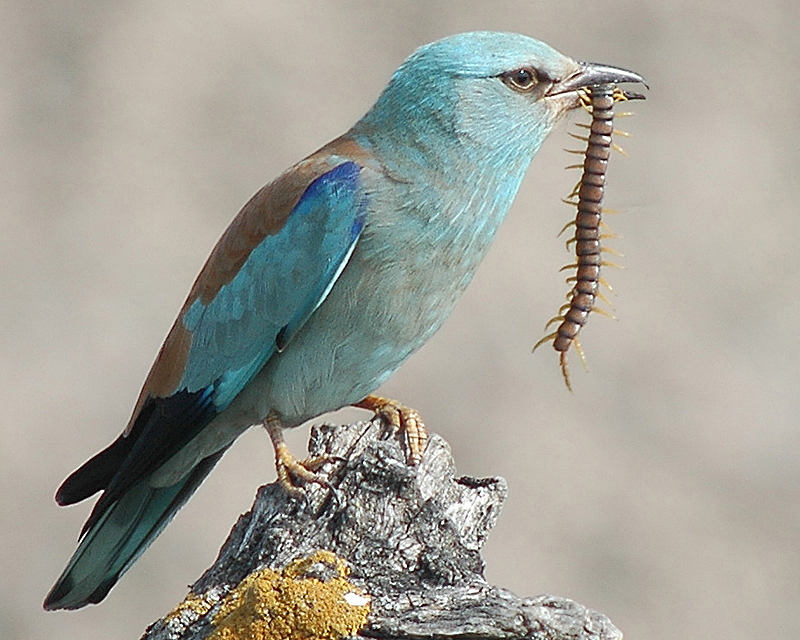
Szalakóta

A vidék futóhomokját az Ény-DK-i irányú szelek alakították. A buckavidék ma is változtatja arcát. A szél tovább viszi a homokot, és máshol buckát épít belőle. A szélárnyékos oldalakon a növényzet képes megtelepedni. A szárazsághoz jól alkalmazkodik a naprózsa, a kései szegfű, a kékvirágú szamárkenyér és a homoki vértő. Az állatvilág képviselői főleg a rovarok közül kerülnek ki, táplálékot nyújtva a homoki gyíkoknak. Értékes madárfajai a sárgarigó, a gyurgyalag és a szalakóta.

### Orgoványi rétek
A terület keleti részére az időszakosan vízzel borított láprétek a jellemzőek. Védendő értékei az orchideák. Költési időben sok vízimadár él itt. Legértékesebb állata a Metelka-lepke. Nyugati részén homokbuckák találhatók, amelyek a fülöpháziakkal ellentétben nem vándorolnak. Növényzete nyílt homoki gyep borókával, fokozottan védett növénye a csikófark. Fészkel itt ugartyúk és szalakóta is.

### Bócsa-Bugac buckavilága és pusztái

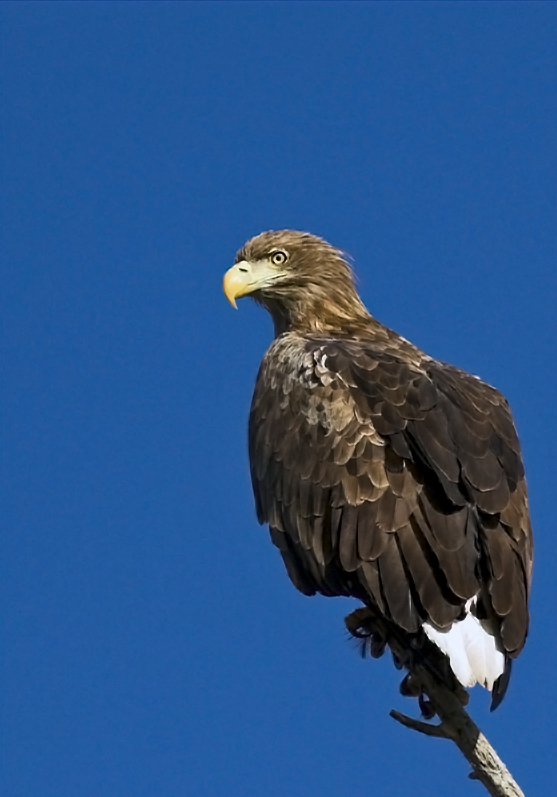
Rétisas

A nemzeti park legnagyobb és legösszetettebb területe. Területén homokpuszták, buckák, szikes tavak, mocsarak váltakoznak. A homokfelszínek értékes növényei a homoki nőszirom, a homoki kikerics, a gyapjas csüdfű. Az Alföldön egyedül itt él a fűrészeslábú szöcske, a rákosi vipera pedig nemzetközileg védett. Az itt tartott magyar szürke szarvasmarha, racka és mangalica állományok az állattenyésztés szempontjából génbankot jelentenek.

### Szikra és az Alpári-rét
A terület értékét a szikrai Holt-Tisza adja erdeivel, mocsaraival. Sokféle vízinövény találja meg itt életfeltételeit, mint a kolokán vagy a mocsári nefelejcs. Legértékesebb növény a békaliliom és a Tisza-parti margitvirág. Találkozhatunk fattyúszerkővel, tavi denevérrel.

### Miklapuszta
Itt található hazánk legnagyobb összefüggő, meszes-szódás szikes pusztája. Amikor a területet víz borítja, megjelennek a vízimadarak és nyomukban a ragadozók, mint a kígyászölyv, a parlagi és réti sas. Fészkel itt bíbic, székicsér, túzok és ugartyúk.

### Peszéradacsirétek
Változatos élőhelyei között lápokat, mocsárréteket, homokbuckákat és homoki erdőket találunk. Növényei között szerepel a szarvas-, légy- és pókbangó, a mocsári kardvirág, a vitézvirág. Egyaránt megtalálhatók az eredeti növénytársulások (zárt homoki tölgyes/ gyöngyvirágos tölgyes), és a mesterséges növénytársulások. Legjellemzőbb fafajták a kocsányos tölgy és a fehér nyár.

## Tájvédelmi körzetek a Kiskunsági Nemzeti Parkban

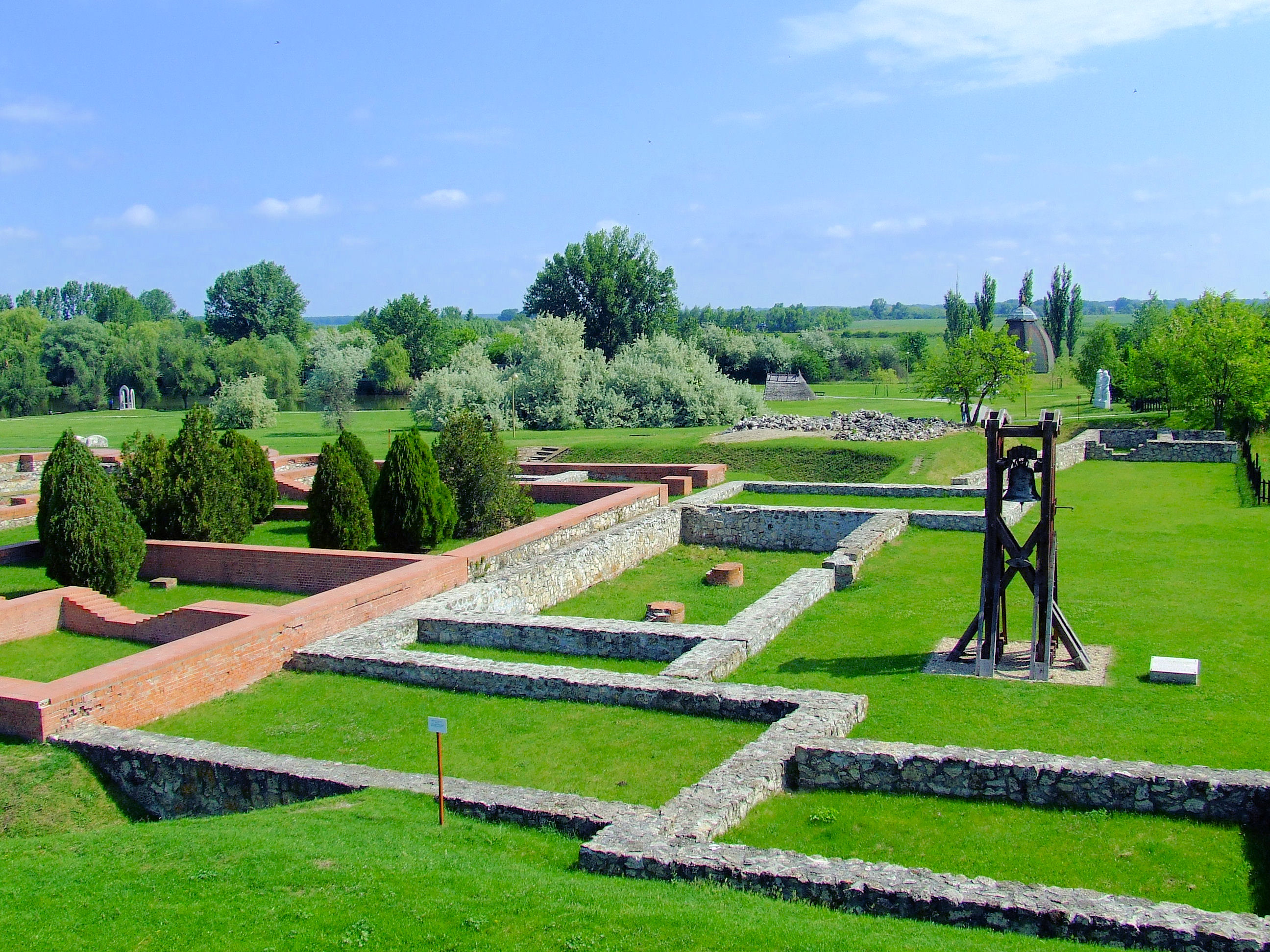
Ópusztaszeri régészeti bemutatóhely

### Mártélyi Tájvédelmi Körzet
Az 1846-os Tisza-szabályozás nyomán jött létre a Mártélyi- és a Körtvélyesi-holt-Tisza. A tavaszi áradások idején víz borítja a területet, a magasabb szárazulatokra szorulnak az őzek, nyulak, talajon fészkelő madarak. A nyár folyamán viszont csak a holtágakban és kubikgödrökben marad víz, de így a madarak nem maradnak szállás és táplálék nélkül.

### Pusztaszeri Tájvédelmi Körzet
Értékei között szikes és halastavak, festői morotvák, kubikgödrök, sás- és mocsárrétek, homokpuszták, szikes és pusztagyepek, erdők szerepelnek. A Duna-Tisza közi és a tiszántúli növénytársulások itt találkoznak és keverednek egymással. A változatos élőhelyek változatos állatvilágnak adnak otthont. A szegedi Fehér-tó egyedülálló madárvilágával az egyik legjelentősebb szikes tavunk.

## Természetvédelmi területek

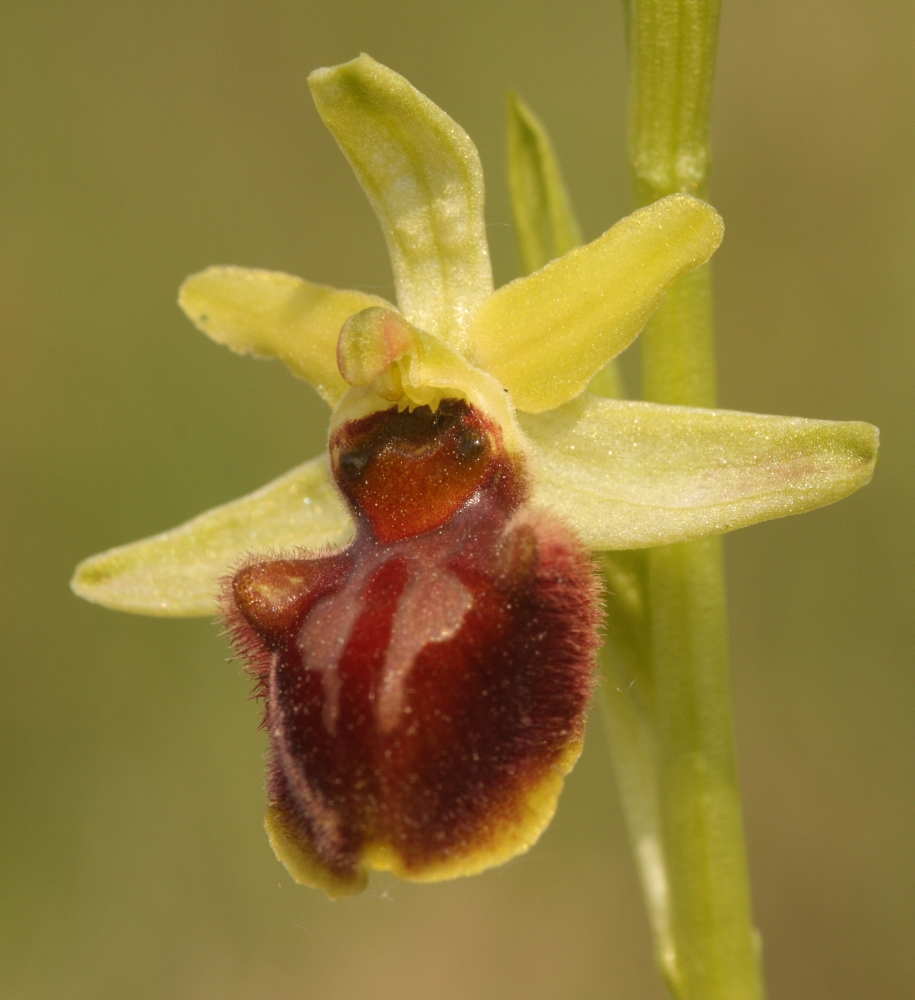
Pókbangó

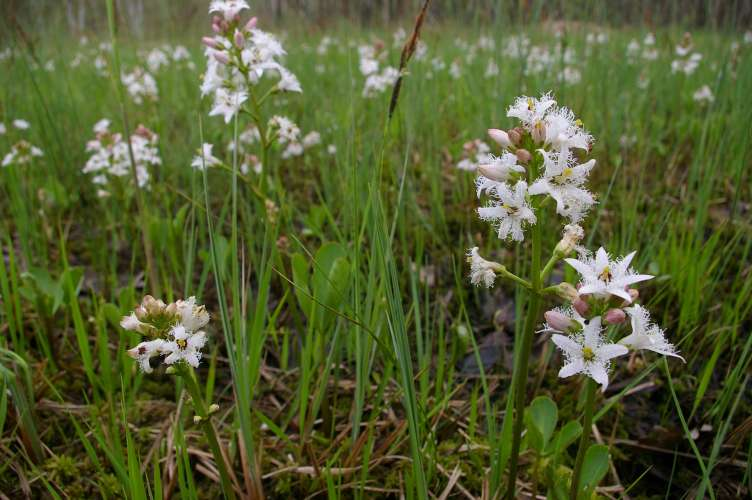
Vidrafű

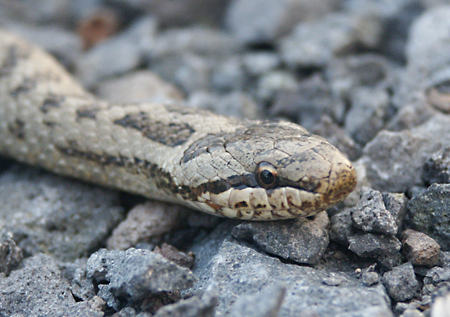
Rézsikló

- Ásotthalmi Láprét természetvédelmi terület: az igen kis kiterjedésű védett területen 14 védett növényfaj él.
- A bácsalmási gyapjas gyűszűvirág termőhelye természetvédelmi terület: az Alföldön ritka, fokozottan védett gyapjas gyűszűvirág természetes előfordulása.
- Császártöltési Vörös-mocsár természetvédelmi terület: a Duna-Tisza közének legmélyebb részén alakult ki ez a tőzeges terület, mely legnagyobb területét egész évben víz borítja. Nagy számban él itt a kis- és nagy kócsag, valamint a közeli löszfalban gyurgyalagok fészkelnek.
- Csólyospálosi földtani feltárás természetvédelmi terület: a környező tanyavilág építkezéseinél fontos szerepet játszó hajdani “kővágó hely” kiemelkedő földtani értékei a réti mészkő és dolomit, melyek szélbarázdákban kialakult egykori szikes tavacskákban rakódtak le.
- Csongrádi Kónya-szék természetvédelmi terület: a szinte mindig vízzel borított terület magasabb, száraz részein szikes gyepek találhatók bárányparéjjal, pozsgás zsázsával, mézpázsittal.
- Érsekhalmi Hét-völgy természetvédelmi terület: a terület felszínét hét kisebb-nagyobb völgyecske határozza meg, amelyek az utolsó jégkorszakot követő csapadékban gazdagabb időszak összefolyó felszíni vizeinek felszínalakító munkája nyomán jöttek létre.
- Hajósi Homokpuszták természetvédelmi terület: a védett terület talaja löszös homok, ezért jobban tartja a vizet, mint a tiszta homoktalajok. Védett növényei a homoki kikerics, a homoki nőszirom, a tavaszi hérics, a kései szegfű és az agárkosbor. Védett állatai a rézsikló és az ürge.
- Hajósi Kaszáló és Löszpart természetvédelmi terület: a község magas löszfalait ékes vasvirág díszíti.
- Kéleshalmi Homokbuckák természetvédelmi terület: a homokvidék szélhordta buckáinak meleg déli oldalán szinte csak a csenkesz telepedik meg. A buckák lábánál felgyülemlő víz nyomán égerlápok alakulnak ki, míg a hátakon és az árnyékosabb oldalakon tölgyesekkel, fehér nyárasokkal, galagonyabokrokkal, borókával, akáccal tarkított gyepek találhatók.
- Kiskőrösi Turjános természetvédelmi terület: e láprét jellemző virágai a tövises iglice, a bakfű, a sziki cickafark és a mezei varfű. A kaszálók mélyebb részein tavasszal ritka orchideafélék nyílnak, mint a mocsári-, poloskaszagú és vitéz kosbor.
- Kiskunhalas Fejtéki-mocsár természetvédelmi terület: az egykor kiterjedt mocsár helyén már csak ez a kiszáradó láprét található, olyan értékes növényekkel, mint például a vidrafű és a posványkakastaréj.
- Kunfehértói Holdrutás erdő természetvédelmi terület: a virginiai holdruta egyetlen hazai termőhelye ez az erdő.
- Kunpeszéri Szalag Erdő természetvédelmi terület: a terület igazi értékei az erdőt kísérő láp- és mocsárrétek. Értékes növénye a légybangó és az óriás útifű. Ez utóbbi hazánkban egyedül itt és az Ócsai Tájvédelmi Körzet területén található meg.
- Nagyszéksós-tó természetvédelmi terület. A Duna-Tisza közén fellelhető értékes szikes jellegű élőhelyek egyike a mórahalmi Nagyszéksós-tó. Ezek a tavak összegyűjtik a semlyékes vonulatok vizét, és élőhelyül, táplálkozóhelyül szolgálnak a térség fészkelő és vonuló madarai számára. A tó megújhodása egy különleges programnak köszönhető. A 2008-as bivalytelepítéssel az állatok dagonyázása, taposása megállította a terület további szikesedését, visszaszorult a nádas, visszaköltöztek a vizes élőhely madarai, 30 évig rejtőző tavirózsám rizómái hajtottak ki.
- A Péteri-tó természetvédelmi terület központi eleme a névadó Péteri-tó. A nádas jelentős gémtelepet rejt. A terület további értéke a regisztrált 34 csigafaj, köztük az igen ritka gombcsiga.
- Pusztaszeri Fülöp-szék természetvédelmi terület: az egykori tó helye ma már csak nagyobb esőzések nyomán kerül víz alá, de a madarak így is hamar birtokukba szokták venni. Megmaradt továbbá a szikesekre jellemző növényvilág, valamint egy-két ritka állatfaj is, mint például a szongáriai cselőpók.
- Pusztaszeri Hétvezér emlékmű természetvédelmi terület: a hagyomány szerint az Árpád-halmot a honfoglaló magyarok első országgyűlésekor sisakjukkal hordták össze. Az obeliszk tetején turul látható.
- Szelidi-tó természetvédelmi terület: a Kalocsai-Sárköz egy része ártér. Morotvái, elhagyott folyómedrei közül egyedül a szikes Szelidi-tó tartja meg egész éven át a vizét. A tó környéki szikesek és rétek növényvilága a kedvezőtlen behatások ellenére is gazdag és értékes. Állatvilágának értékes madárfaja az egykori három kurgán egy megmaradt képviselőjének homokfalában megtelepedett gyurgyalag. A szikfoltos részeken túzok, ugartyúk fészkel. A tó mellett költ a kerecsensólyom és a rétisas.

## Légi felvételek

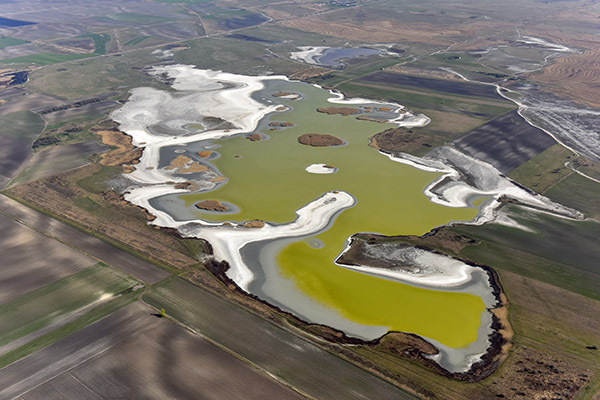
A Kiskunsági Nemzeti Park madártávlatból
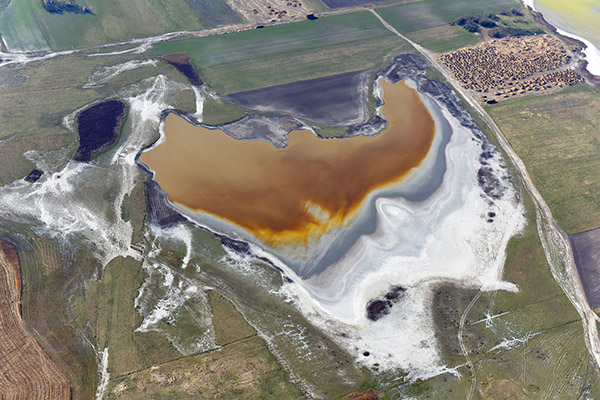
A Kiskunsági Nemzeti Park a levegőből
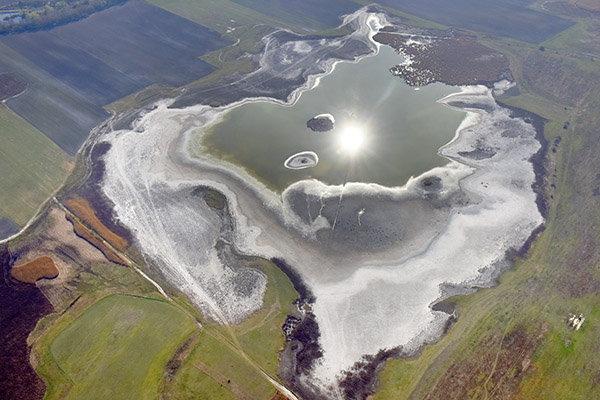
A Kiskunsági Nemzeti Park a magasból
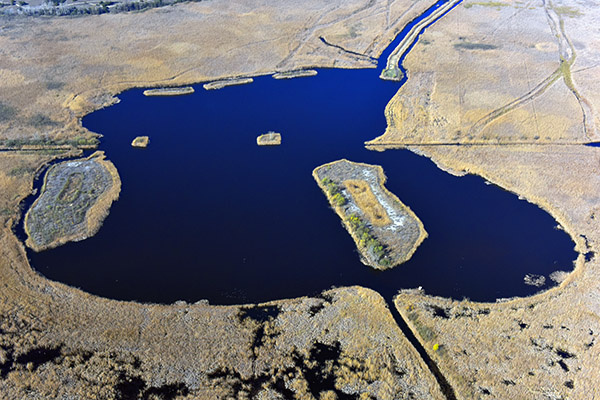
Kolon-tó - légi fotó (Kiskunsági Nemzeti Park)
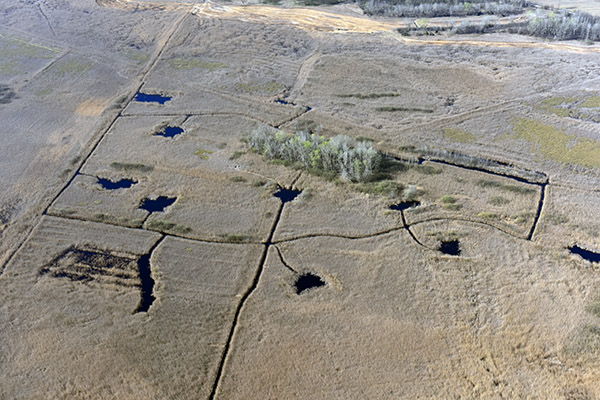
Kiskunsági Nemzeti Park, Kolon-tó légi felvételen
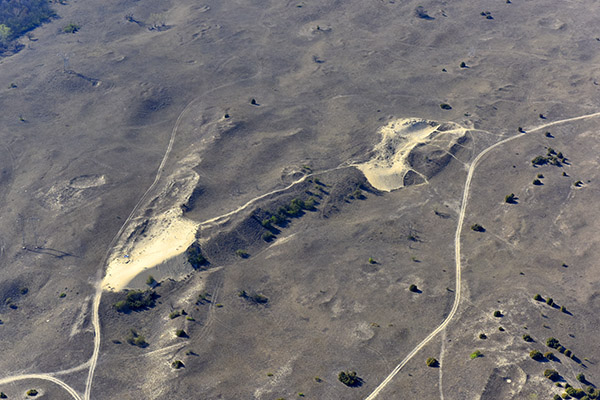
Fülöpháza, homokbuckák - légi felvétel (Kiskunsági Nemzeti Park)